# Serie 61 de SFM
La serie 61 de SFM (o serie 6100) es una serie de automotores diésel fabricados por Construcciones y Auxiliar de Ferrocarriles (CAF) entre los años 1994 y 2003 para Servicios Ferroviarios de Mallorca (SFM).

## Historia
La serie 61 tenía como destino sustituir al obsoleto material rodante que heredó SFM de Ferrocarriles de Vía Estrecha (FEVE), la compañía estatal que gestionó el ferrocarril de Mallorca hasta 1994, año en que las competencias en materia ferroviaria fueron traspasadas al Gobierno Balear. Hasta que las primeras unidades llegaron en 1995, recorrían la línea Palma de Mallorca-Inca —la única en servicio en ese momento— varios automotores de la alemana MAN SE, construidos en los años 1960 y que llegaron a la isla en 1991 procedentes de las líneas de FEVE en el País Vasco, donde se había llevado a cabo una renovación del flota. Las nuevas unidades CAF convivieron dos años más, hasta 1997, con los vehículos procedentes de FEVE, cuando estos fueron vendidos a una compañía ferroviaria argentina. 
Los trenes cuentan con motor en ambos extremos y sus medidas son 15,50 metros de longitud, 3,70 de alto y 2,50 de ancho. La capacidad máxima de cada tren es de 252 pasajeros; 156 de pie y 96 sentados. El tren puede alcanzar una velocidad máxima de 110 km/h, con una aceleración máxima de 1,1 m/s² y una desaceleración máxima de 2 m/s². Cuenta con espacios para bicicletas, indicación sonora de aviso de cierre de puertas y un buen nivel de iluminación interior. La serie 61 constituyó la base de los servicios de SFM y el único tipo de tren de su parque móvil durante más de una década, hasta la llegada de nuevas unidades eléctricas para la línea 1 del metro de Palma de Mallorca (2007) y la electrificación del tramo Palma de Mallorca-Empalme (2011), que dejó gran parte de la serie en situación excedentaria.
La primera remesa de la serie 61 llegó a la isla en 1995 y entró en servicio durante la primera semana de junio de ese mismo año. Estaba formada por cuatro unidades de dos coches motores cada una, las cuales fueron numeradas del 61-01 al 61-08. De ese primer grupo continúan en funcionamiento los coches 61-01, 61-02 y 61-05. Nuevas remesas llegaron en los años 1997 —del 61-09 al 61-12—, 2002 —automotores del 61-13 al 61-20 y remolques del 62-01 al 62-04—, 2003 con motivo de la apertura de la línea a Manacor—automotores del 61-13 al 61-36 y remolques 62-05 y 62-06— y 2005 —del 61-37 al 61-46. Varias unidades fueron desguazadas tras los accidentes de La Puebla de 2002, Petra de 2004 y Sinéu de 2010. En 2019, con la electrificación del tramo Empalme-La Puebla, las unidades diésel solo recorrían el tramo sin electrificar de la red: Empalme-Manacor (31 km). Además, cabe mencionar que la serie 61 era utilizada en el último tren de la línea T3, que paraba en todas las estaciones. El 30 de mayo de 2019 circuló, oficialmente, el último tren de esta serie en Mallorca
A medida que han resultado innecesarios para el servicio, al irse electrificando las líneas de la red, la mayor parte de los 52 vehículos construidos, entre automotores y remolques, han sido vendidos en el extranjero:
- Tres unidades de tren a la empresa intermediaria portuguesa Overview LDA en junio de 2012, cuyo destino se desconoce.
- Seis unidades de tren a la empresa ferroviaria francesa Chemins de Fer de Provence en 2014/2015, por 3,1 millones de Euros (números 61.01/61.02, 61.03/61.04, 61.05/61.26, 61.07/61.08, 61.11/61.12 y 61.13/61.14) y otras dos en 2016 (números 61.21/61.22 y 61.29/61.30). Actualmente están pendientes de modificación para andenes bajos.[4][5]
- Once unidades de tren, más cinco coches de repuesto y recambios a la empresa ferroviaria Kenya Railways Corporation (KRC) en marzo de 2020, por 10,1 millones de Euros.[6][7][8][9] Estos vehículos fueron enviados hacia Kenia a mediados de julio de 2020, vía el puerto de Barcelona.[10][11] Con cinco de ellos se inauguró el nuevo servicio de cercanías de Nairobi el 10 de noviembre de 2020.[12]

Una unidad de tren ha sido preservada para el museo del ferrocarril ubicado en Son Carrió.

## Características técnicas
- Composición: M-M y M-R-M

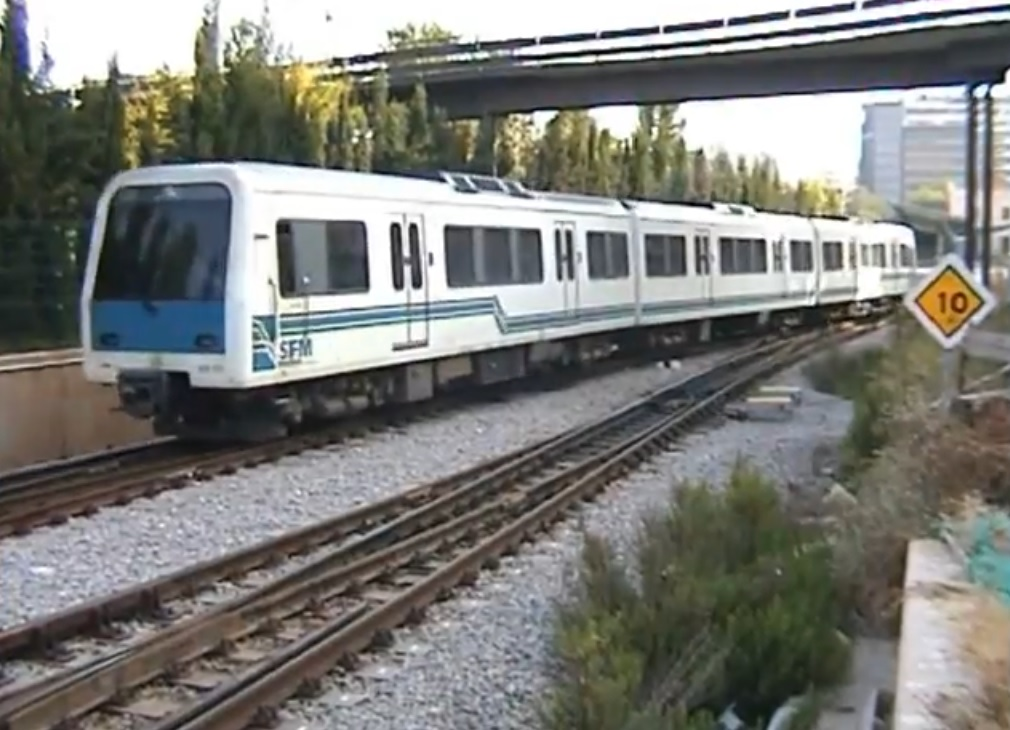
Tren de la serie 61 con los colores de SFM.

- Número de motores diésel: Uno en cada coche motor
- Tipo de motor: Cumins NTA-855-A
- Número de cilindros: Seis en línea
- Transmisión: Hidráulica (Voith T-211-rzz)
- Ancho de vía: 1000 mm
- Altura del vehículo: 3700 mm
- Diámetro de las ruedas: 860 mm
- Puertas por coche: Dos dobles a cada lado
- Aceleración de 0-100 km/h: 1,1 m/s2
- Plazas por tren: M-M 96
- Plazas totales por tren: M-R-M 252 (8 pers/m2)
- Velocidad máxima: 110 km/h
- Freno neumático: Aire comprimido
- Tipo de enganche: Scharfenberg

## Accidentes

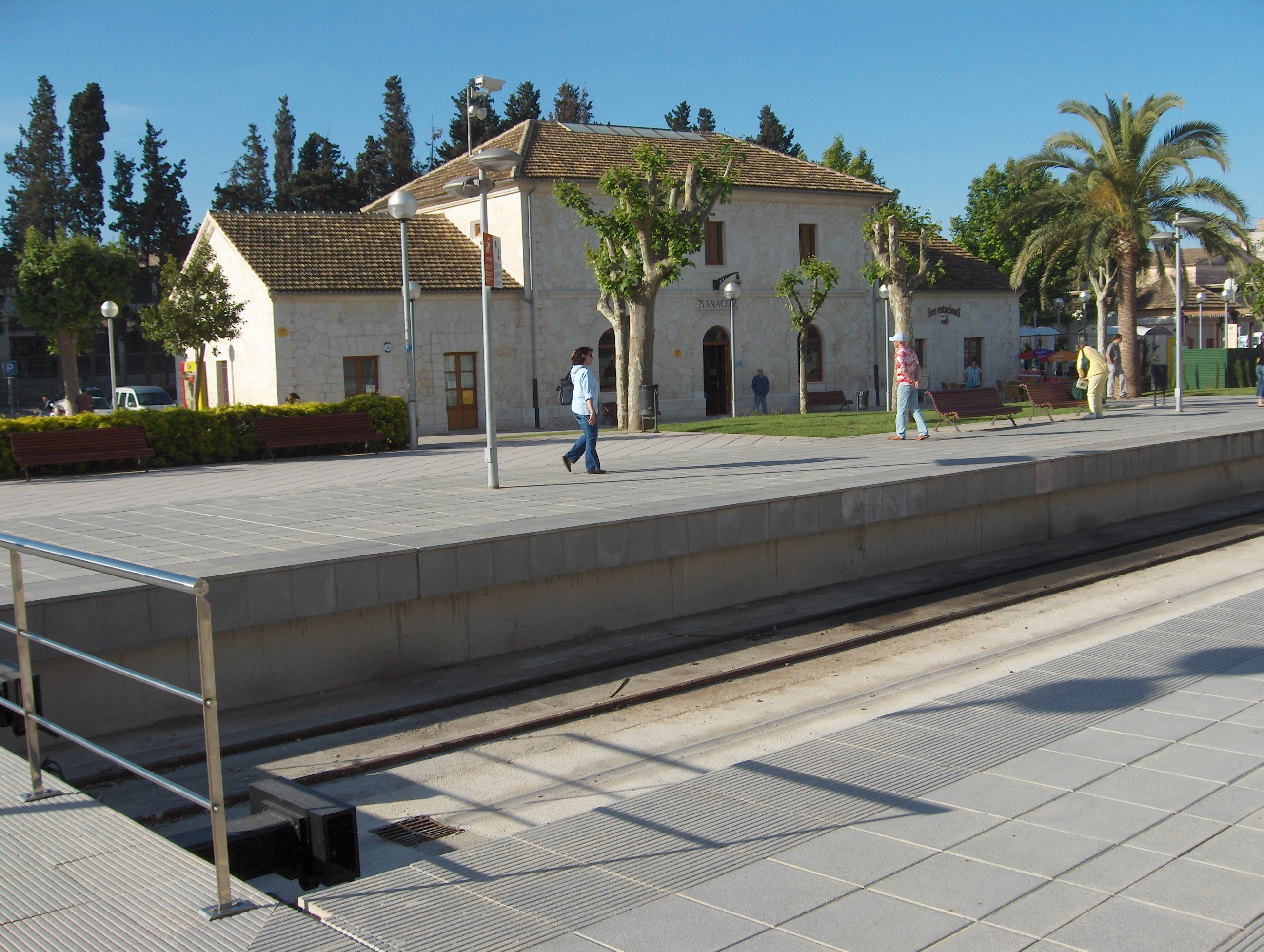
Topera de la estación de Manacor con la que colisionó un tren en 2008.

Errores humanos, técnicos, o desprendimientos sobre las vías han causado diversos accidentes y descarrilamientos de los trenes de la serie 61 de SFM desde su entrada en servicio en junio de 1995.
- 20 de diciembre de 1998. Un paso elevado de la estación de Alaró-Consell cayó sobre las vías del tren, por lo que el convoy que cubría la línea se empotró contra los hierros que habían caído sobre la línea como consecuencia del viento. No hubo mayores víctimas, aunque el accidente dejó fuera de servicio una vía el resto del día.
- 12 de febrero de 2002. Tuvo lugar a primera hora de la mañana en la estación de La Puebla, cuando un tren de pasajeros no frenó y colisionó contra la topera de hormigón que delimita el final de la vía. La fuerza del impacto fue tal que la máquina arrancó el bloque de hormigón, de quince toneladas, dándole la vuelta. La locomotora quedó destrozada y descarriló mientras que los otros dos vagones quedaron intactos, si bien uno de ellos también descarriló. El accidente se saldó con el balance de seis heridos.
- 21 de mayo de 2003. El tren circulaba por la estación de Empalme de Inca cuando dos ruedas de la máquina se salieron de la vía. Dado que iba a baja velocidad, ninguno de los cincuenta pasajeros resultó herido.
- 13 de marzo de 2004. A las once de la noche del 13 de marzo de 2004. Trece personas resultaron heridas al descarrilar el tren entre las estaciones de Sinéu y Petra, a la altura del kilómetro 49, en un tramo de vías en trinchera, es decir, entre dos paredes. Parte de la malla de contención del talud de mayor altura cedió y se produjo un desprendimiento sobre las vías, que provocó el descarrilamiento del tren, en el que viajaban cuarenta personas.
- 31 de marzo de 2008. A las 09:45 de la mañana, un tren chocó contra el tope del final de la vía de la estación de Manacor y descarriló, provocando nueve heridos leves, que sufrieron contusiones y latigazos cervicales.
- 19 de mayo de 2010. A las siete de la mañana, treinta personas resultaron heridas —dos de ellas de gravedad— al descarrilar el tren en un tramo de vías en trinchera a pocos metros de la estación de Sinéu. El muro de contención cedió debido a las intensas lluvias de las semanas previas y se produjo un desprendimiento sobre las vías, que provocó el descarrilamiento del tren, en el que viajaban entre cincuenta y sesenta personas. El accidente tuvo lugar a pocos kilómetros del accidente de 2004, de características casi idénticas.

## Galería

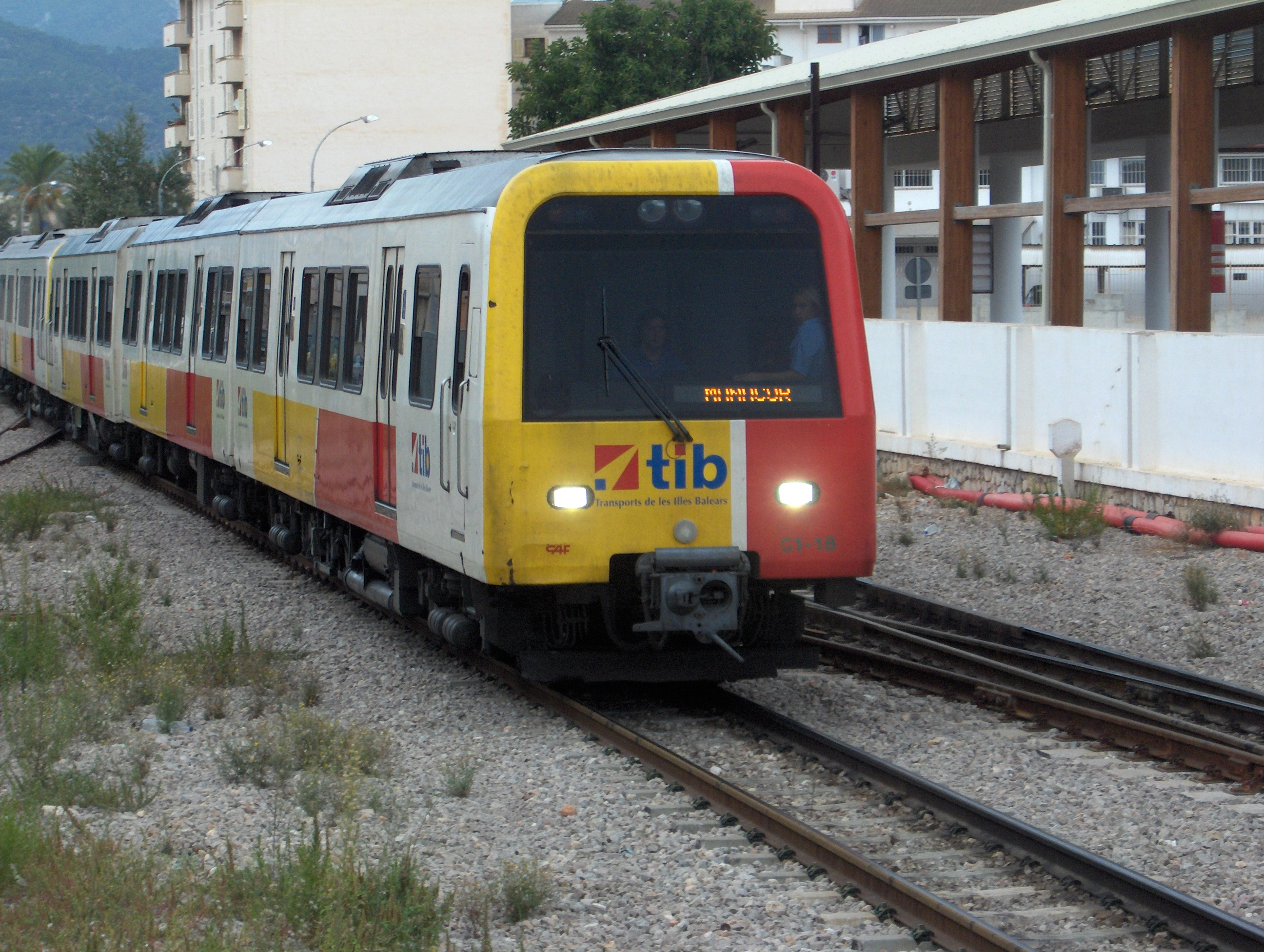
Tren de la serie 61 con destino a Manacor entrando en Inca.
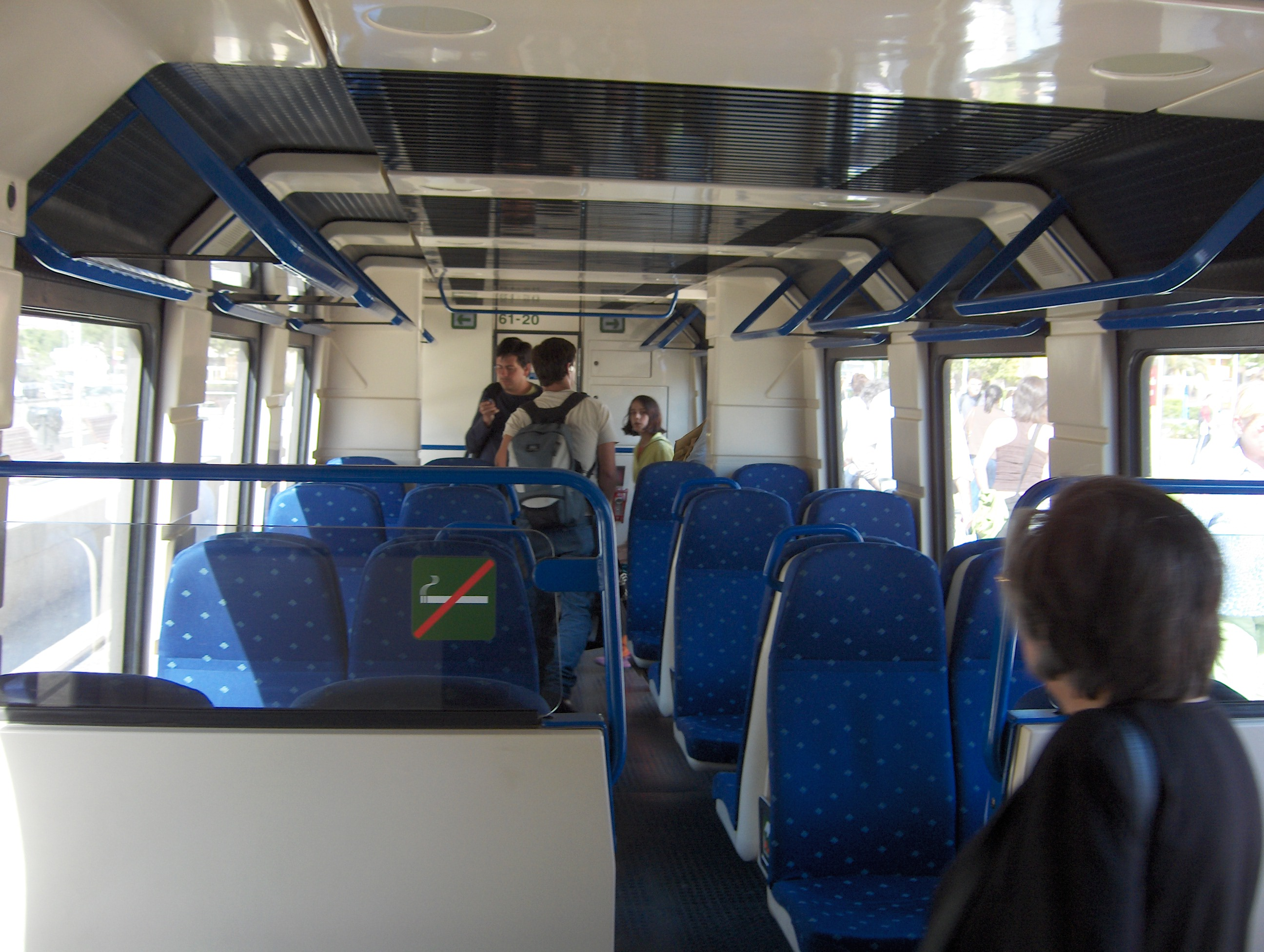
Interior de un tren de la serie 61.
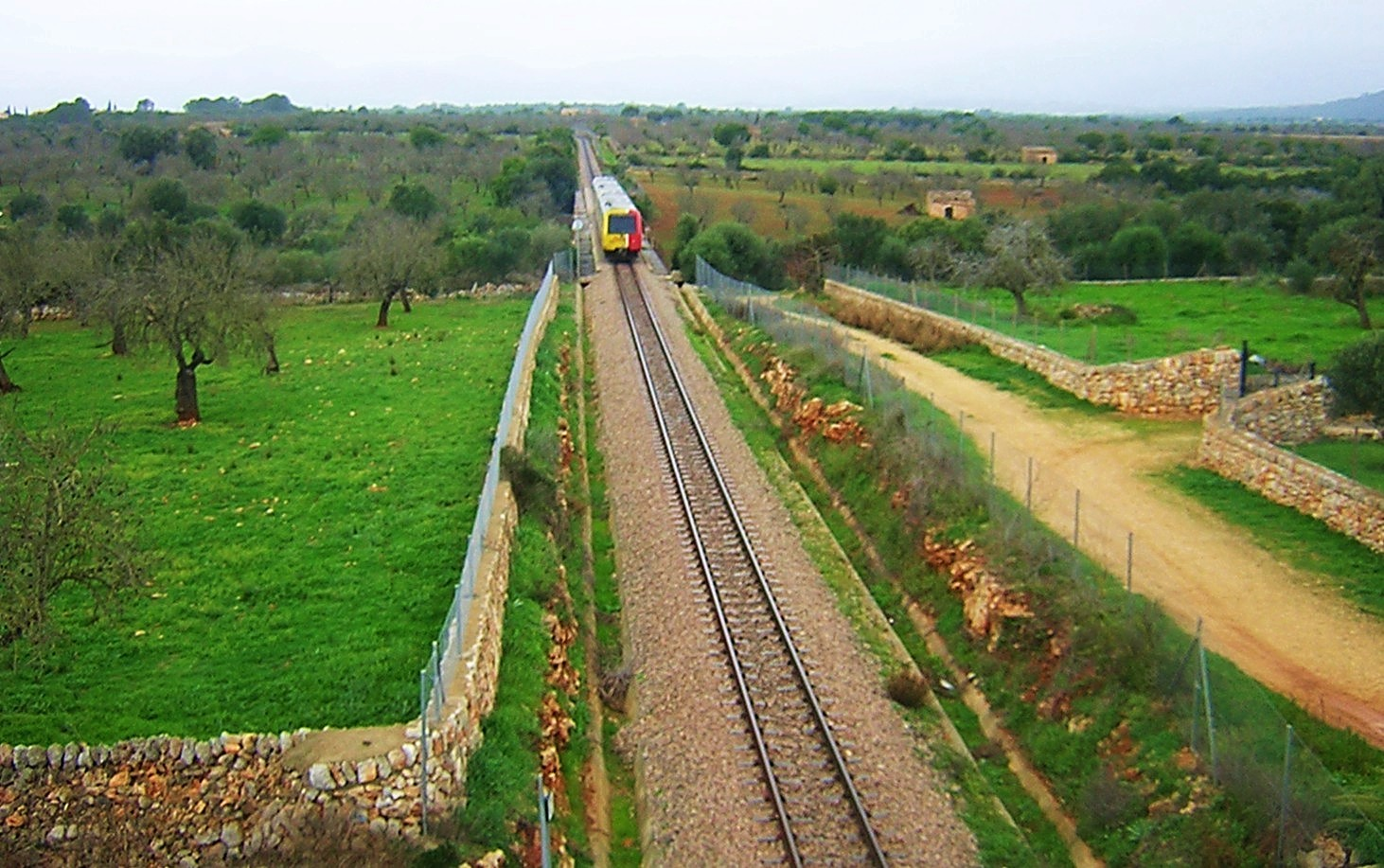
Tren de la serie 61 atravesando el viaducto de Corbera.
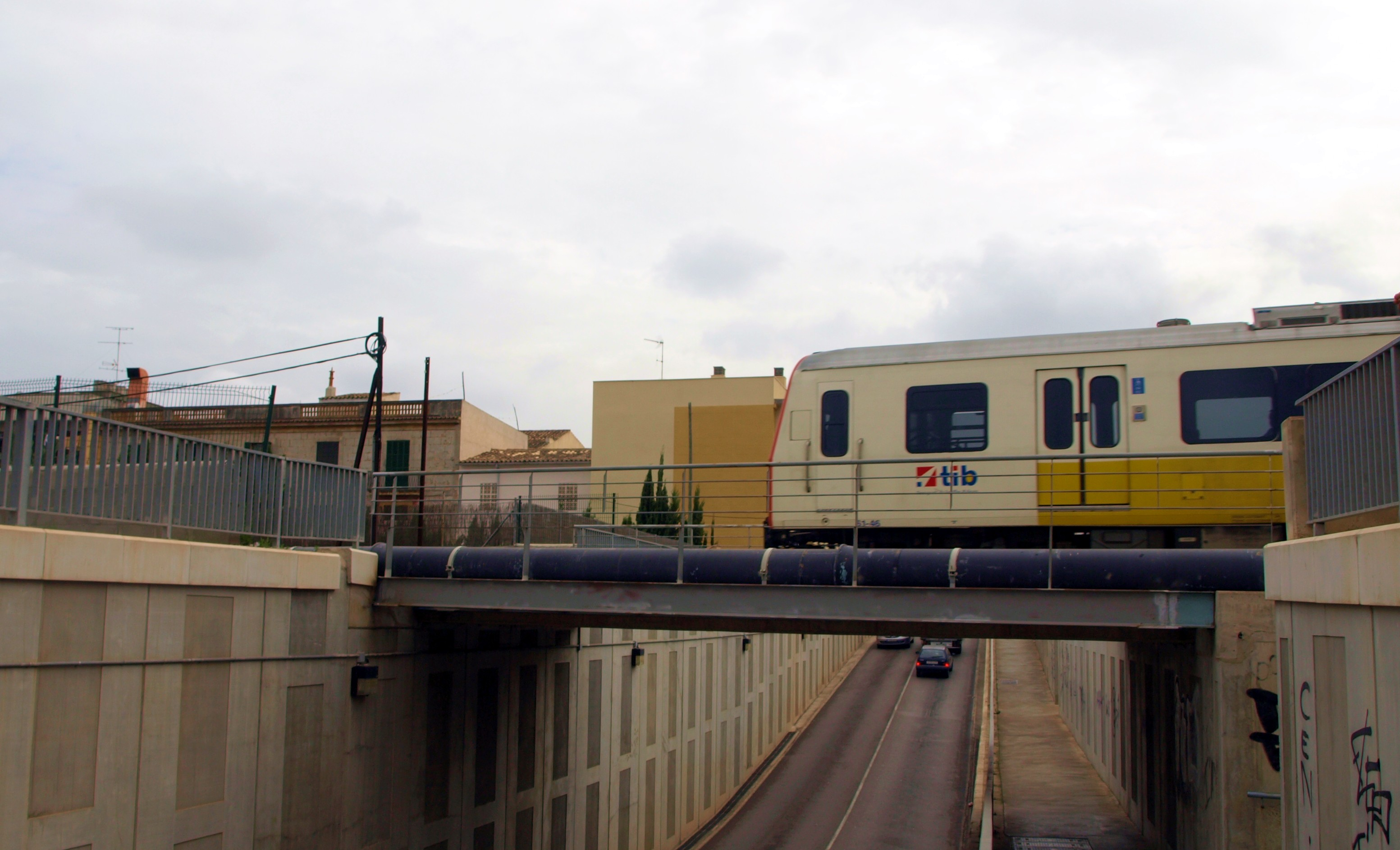
Tren de la serie 61 en Puente de Inca.
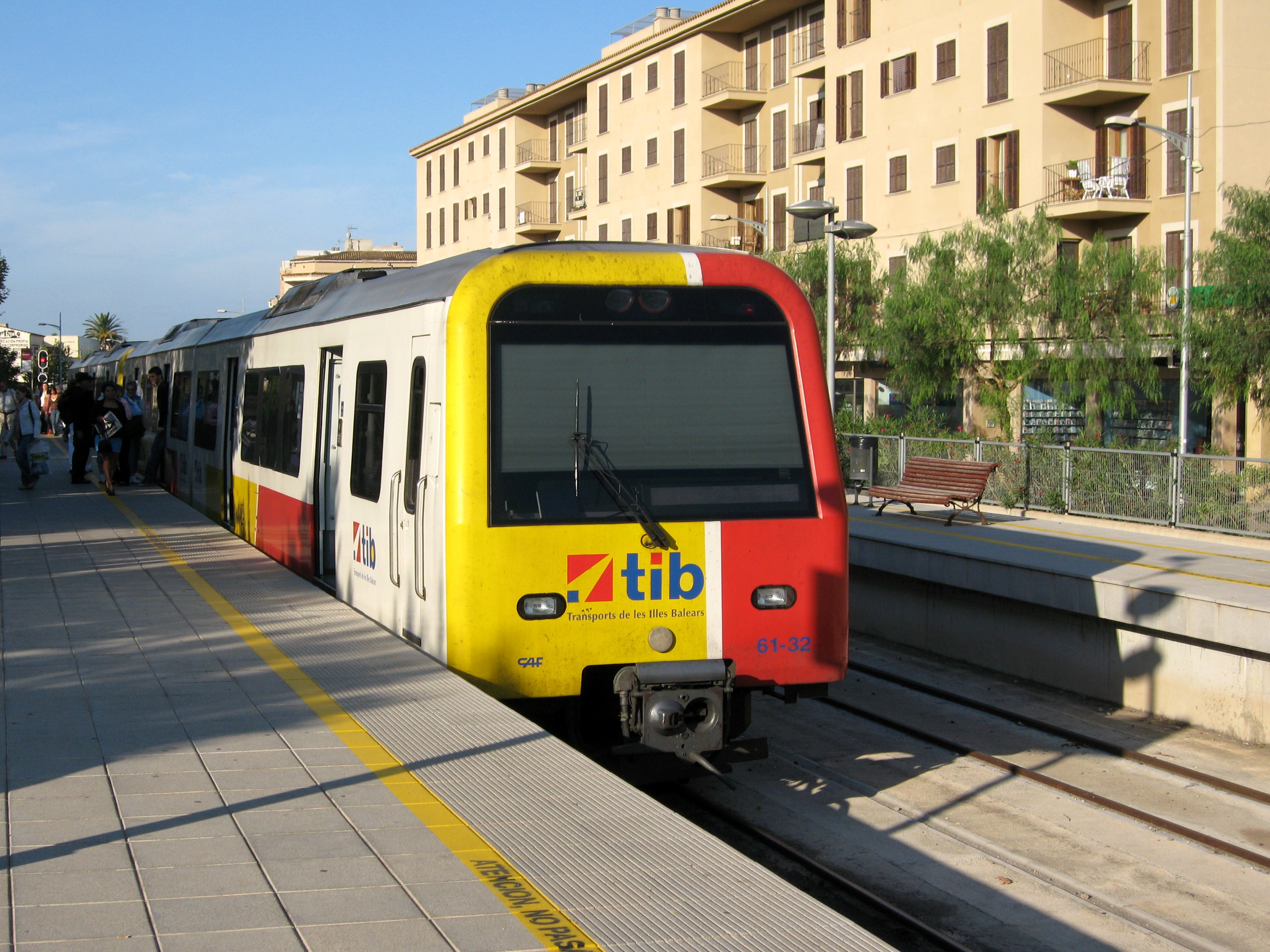
Tren de la serie 61 estacionado en Manacor.
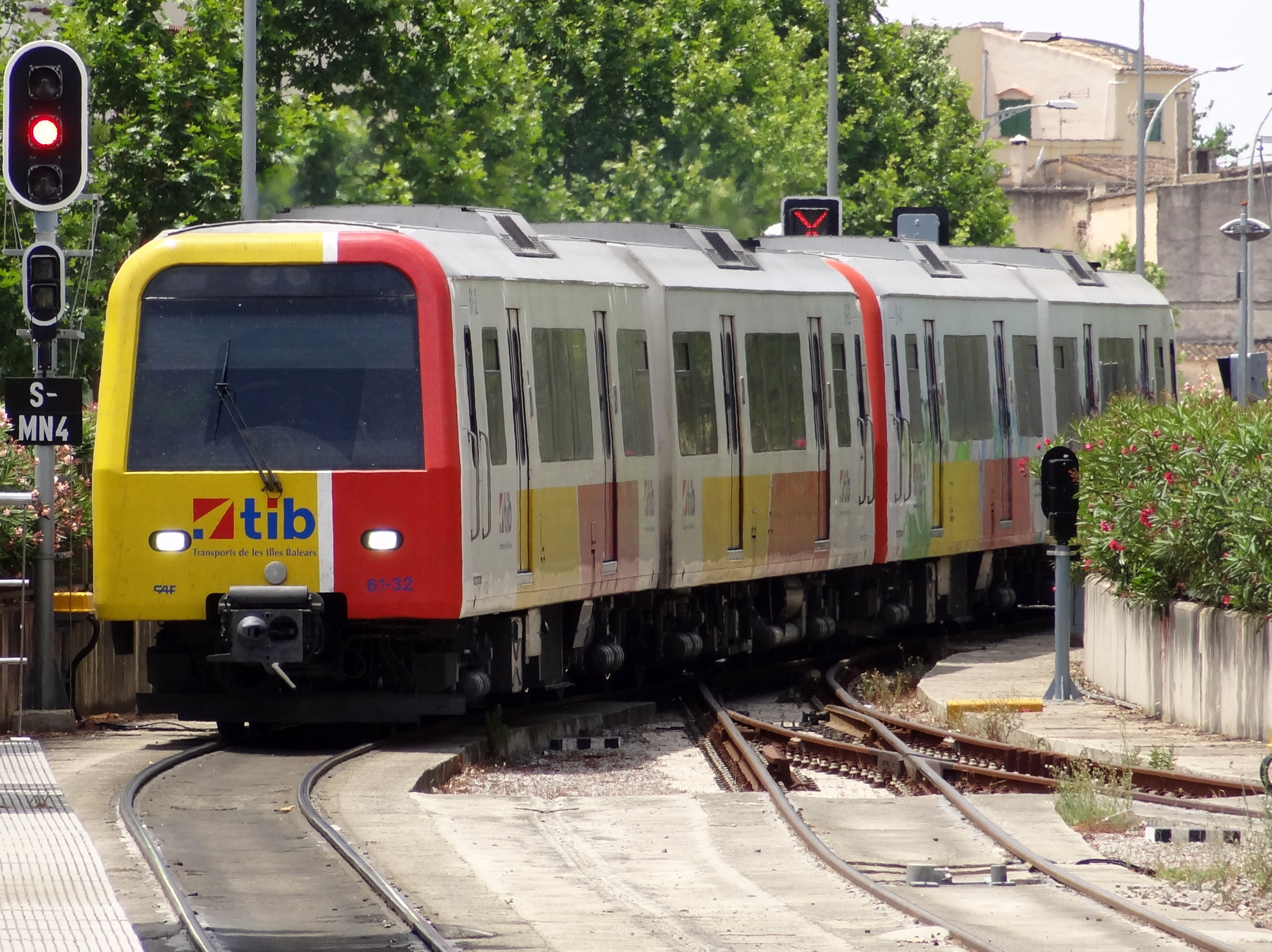
Convoy, formado por cuatro unidades, en un cambio de aguja.
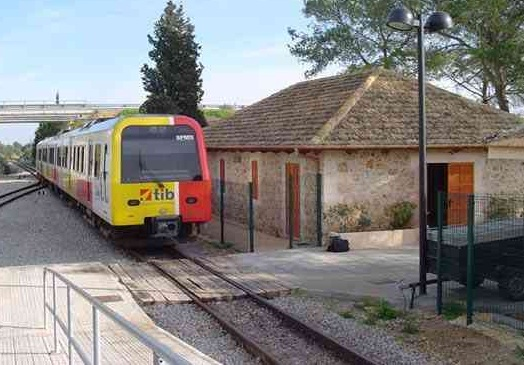
Tren de la serie 61 saliendo de Llubí.